# Уділ Богородиці
Уділ Богородиці — в православному переданні, «жреб» Божої Матері на землі — священна земля, яка шанується Помісними православними церквами як велика святиня, яка перебуває під особливим покровительством і небесним управлінням Божої Матері.
Відомі чотири уділи Богородиці:
- Іверія — перший і головний уділ, набутий Богородицею відразу після розп'яття Ісуса Христа в I столітті;
- Свята Гора Афон;
- Києво-Печерська лавра;
- Серафимо-Дивеевский монастир[перевірити].

## Перший доля: Іверія (сучасна Грузія)

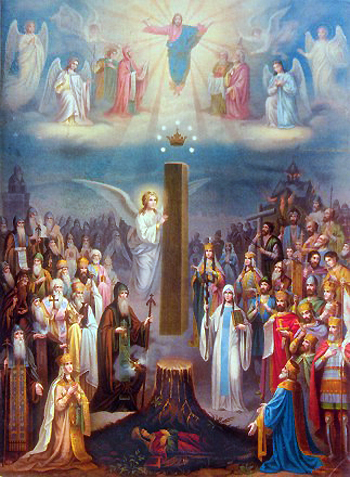
Ікона «Слава Грузинської Православної Церкви» із зображенням заступництва Богородиці

Коли в 44 році від Різдва Христового юдейський цар Ірод Агріппа почав переслідувати християн і обезголовив апостола Якова, брата апостола Іоанна Богослова, кинув у темницю апостола Петра, святі апостоли, з дозволу Богоматері, визнали за краще залишити Єрусалим, а перед цим вирішили кинути жереб, щоб визначити кому в яку країну відправитися для проповіді Євангелія. Богородиці дісталися землі Іберії. Коли Богоматір була готова вирушити в дорогу, Їй з'явився ангел Божий і повелів залишатися в Єрусалимі, пообіцявши, що жереб її здійсниться у свій час. Тоді Богоматір, закликавши апостолів Андрія і Симона, вручила їм Свій нерукотворний образ для благословення Іберії. Згодом, в IV–VI століттях, Грузія стала християнською державою.

## Другий уділ: Свята Гора Афон

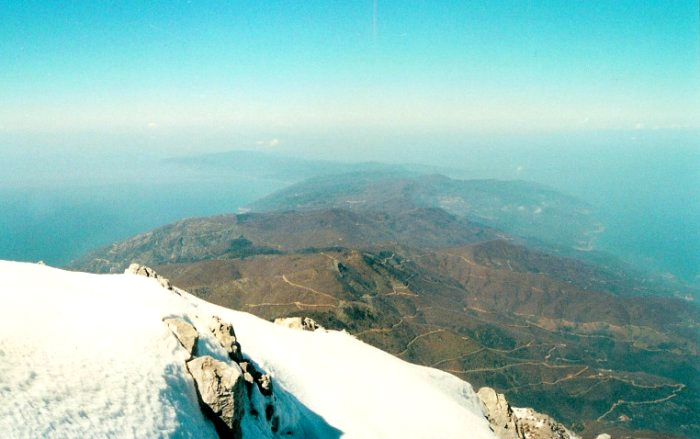
Вид на півострів з верхньої точки гори Афон

Другим уділом став Афон: коли Божа Матір вирушила на острів Кіпр відвідати святого Лазаря, якого воскресив Ісус, піднявся сильний вітер. Бурею корабель був віднесений до берега Афонської гори, населеної язичниками. Пресвята Діва, бачачи в цьому вказівку волі Божої на даний Їй Жереб на землі, вийшла на берег і сповістила язичникам євангельське вчення.

Силою Своєю проповіді і численними чудесами Богородиця звернула місцевих жителів в християнство. Перед відплиттям з Афона Богородиця благословила народ і сказала:
«Се в жереб Мені бисть Сина і Бога Мого! Божого благодать на місце це і на тих які перебувають в ньому з вірою і з острахом і з заповідями Сина Мого; з малим піклуванням рясно буде їм все на землі, і життя небесне отримають, і не збідніє милість Сина Мого від місця цього довіку, і я буду тепла заступниця до Сина Мого на це місце та про тиї, які перебувають в ньому ». 

## Третій уділ: Києво-Печерська лавра

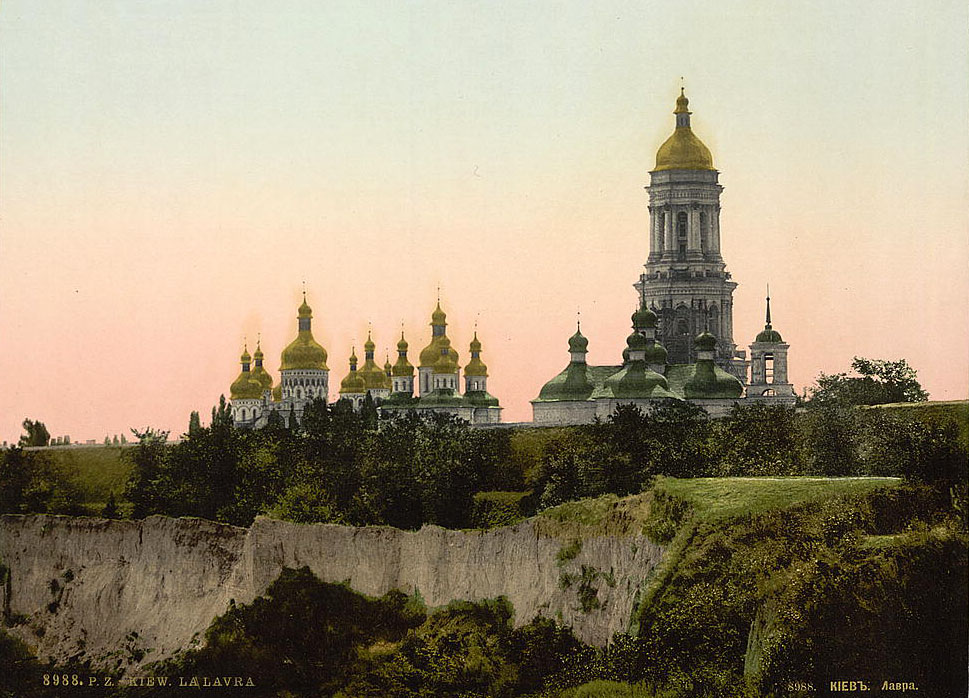
Києво-Печерська Лавра. Листівка XIX століття

В XI столітті в одному з афонських монастирів трудився монах Антоній, уродженець Чернігівського князівства. Матір Божа відкрила ігуменові монастиря Есфігмен, що новопостріженному Антонію слід йти до себе на батьківщину, на Київську Русь, і слухняний Антоній, дійшовши до Києва, заснував Києво-Печерський монастир, що згодом став лаврою. При будівництві в лаврі церкви Успіння Божої Матері був знайдений один з найдавніших нерукотворних образів Богородиці.